# Régiment de Walcheren
 (mars 2012).
Si vous disposez d'ouvrages ou d'articles de référence ou si vous connaissez des sites web de qualité traitant du thème abordé ici, merci de compléter l'article en donnant les références utiles à sa vérifiabilité et en les liant à la section « Notes et références ».
Le régiment de Walchéren (Charmy) est un régiment pénal de l'armée française créé le 24 juin 1811 pour accueillir les conscrits réfractaires du nord de la France impériale.

## Historique
Son lieu de garnison est l'île de Walcheren, aux Pays-Bas.
Les membres de cette unité étaient des réfractaires au service militaire arrêtés par la gendarmerie.
L'uniforme est celui de l'infanterie de ligne mais sans parements et sans passepoils sur l'habit et le bonnet de police.
Les conscrits portent un fusil sans baïonnette et la marque des pénitenciers : les cheveux très très courts.
Les boutons de l'habit sont marqués de « Régiment de Walcheren-Empire Français. »
Le 1er janvier 1812, le régiment devient le 131e régiment d'infanterie composé de deux bataillons à 6 compagnies de fusiliers.